# ネイサン・マーコート
ネイサン・マーコート（Nathan Marquardt、1979年4月20日 - ）は、アメリカ合衆国の男性総合格闘家。ワイオミング州ランダー出身。ジャクソンズMMA所属。元Strikeforce世界ウェルター級王者。元ミドル級キング・オブ・パンクラシスト。ネイト・マーコート（Nate Marquardt）とも表記される。
バックボーンは拳法とユニファイド柔術という独特の経歴を持ち、長期に渡って参戦したパンクラスで数々の名勝負を生んだ「パンクラスの強豪外国人選手」を代表する存在である。
キャリア初期には日本の菊田軍団（現・GRABAKA）の練習に参加していたこともある。

## 来歴
15歳の時にUFCでホイス・グレイシーが戦うのを見たのをきっかけに総合格闘技の練習を始めた。
1999年12月18日、初参戦となったパンクラスで須藤元気とパンクラチオンマッチで対戦し、腕ひしぎ十字固めで一本負け。
2000年6月26日、パンクラスのミドル級（-82kg）ランキングトーナメントに出場し、1回戦で高瀬大樹にKO勝ち。同年9月24日の準決勝で國奥麒樹真、決勝ではショーニー・カーターにそれぞれ判定勝ちを収め初代ミドル級キング・オブ・パンクラス王座に認定された。史上最年少（20歳5か月）での戴冠となった。
2000年12月4日、ミドル級キング・オブ・パンクラス タイトルマッチで國奥麒樹真と対戦し、判定引き分けで初防衛に成功した。
2001年7月18日、IFC世界ウェルター級王座決定戦でギル・カスティーリョと対戦し、0-3の判定負けを喫し王座獲得に失敗した。
2001年10月30日、ミドル級キング・オブ・パンクラス タイトルマッチで星野勇二と対戦し、三角絞めで一本勝ちを収め2度目の防衛に成功した。
2001年12月1日、ミドル級キング・オブ・パンクラス タイトルマッチで國奥麒樹真と再戦し、判定負けを喫し王座陥落した。
2002年10月29日、竹内出と対戦し、判定負け。
2002年12月21日、1年ぶりの國奥麒樹真とタイトルマッチを行い、膝蹴りでKO勝ちを収め王座獲得に成功した。
2003年3月8日、竹内出とタイトルマッチを行い、パウンドによるKO勝ちを収め初防衛に成功した。
2003年5月、アブダビコンバットに出場するも、88kg未満級・無差別級と共に1回戦敗退。
2003年11月30日、ヒカルド・アルメイダとタイトルマッチを行い、フロントチョークで一本負けを喫し王座陥落した。
2004年11月7日、ヒカルド・アルメイダの返上によって不在となっていたミドル級王座決定戦を三崎和雄と行い、判定勝ちを収め王座獲得に成功した。
2005年5月1日、竹内出と対戦し、チョークスリーパーで一本勝ち。同月、UFCとの契約のために王座を返上した。

### UFC
2005年8月6日、UFC初参戦となったUltimate Fight Night 1でアイヴァン・サラベリーと対戦し、判定勝ち。
2006年3月4日、UFC 58でジョー・ドークセンと対戦し、判定勝ち。10月10日、Ortiz vs. Shamrock 3でクラフトン・ワレスと対戦、チョークスリーパーで一本勝ち。
2007年1月25日、UFC Fight Night: Evans vs. Salmonでディーン・リスターと対戦し、判定勝ち。7月7日のUFC 73ではアンデウソン・シウバの保持する世界ミドル級王座に挑戦し、パウンドでTKO負けを喫し王座獲得に失敗した。
2008年2月2日、UFC 81でジェレミー・ホーンと対戦し、フロントチョークで一本勝ち。その後はターレス・レイチに判定で敗れるも、マルティン・カンプマンとウィウソン・ゴヴェイアを立て続けにKOで破った。
2009年8月29日、UFC 102では無敗のデミアン・マイアと対戦。マイアの蹴りにカウンターの右ストレートを合わせ、開始21秒でKO勝ち。ノックアウト・オブ・ザ・ナイトを受賞した。
2010年2月6日、UFC 109でチェール・ソネンと対戦。2Rに肘打ちでソネンの額から大流血させるも、試合の大部分をコントロールされ、3-0の判定負け。ファイト・オブ・ザ・ナイトを受賞した。
2010年9月15日、UFC Fight Night: Marquardt vs. Palharesのメインイベントでホジマール・パリャーレスと対戦し、パウンドによるTKO勝ちを収めた。
2010年11月13日、UFC 122のメインイベントで岡見勇信と対戦し、0-3の判定負けを喫した。この試合はUFC世界ミドル級王座挑戦権を賭けた試合であった。
2011年6月26日、UFC Live: Kongo vs. Barryに出場する予定であったが、健康診断をパスする事ができなかったため出場停止。さらにUFCをリリースされた。マーコート曰く、テストステロン欠乏症に悩まされており、格闘技を続けるためにテストステロン補充療法の認可を要求していたが、ペンシルバニア州のアスレチックコミッションに免除の手続きをするための約束を果たせなかった事により健康診断をパスできなかったとの事。また、薬物検査をクリアできなかった訳ではない。

### Strikeforce
2012年7月14日、Strikeforce初参戦及びウェルター級転向初戦となったStrikeforce: Rockhold vs. Kennedyの世界ウェルター級王座決定戦でタイロン・ウッドリーと対戦し、右アッパーの連打でKO勝ちを収め王座獲得に成功した。
2013年1月12日、Strikeforceの最終興業となったStrikeforce: Marquardt vs. Saffiedineでタレック・サフィジーヌとタイトルマッチを行うも、判定負けを喫し王座陥落した。

### UFC復帰
2013年1月、StrikeforceがUFCに統合された事によりUFC復帰。2013年3月16日、UFC 158でウェルター級ランキング6位のジェイク・エレンバーガーと対戦し、1RKO負け。
2014年6月28日、ミドル級復帰初戦となったUFC Fight Night: Te Huna vs. Marquardtでミドル級ランキング14位のジェームス・テフナと対戦し、腕ひしぎ十字固めで一本勝ち。パフォーマンス・オブ・ザ・ナイトを受賞した。
2015年1月3日、UFC 182でミドル級ランキング15位のブラッド・タヴァレスと対戦し、判定負け。
2015年12月19日、UFC on FOX 17でミドル級ランキング12位の CB・ダラウェイと対戦し、右フックでKO勝ち。
2016年10月1日、UFC Fight Night: Lineker vs. Dodsonでタムダン・マクローリーと対戦し、ハイキックでKO勝ち。パフォーマンス・オブ・ザ・ナイトを受賞した。
2017年6月3日、UFC 212でミドル級ランキング11位のビクトー・ベウフォートと対戦し、判定負けを喫した。
2017年12月28日　引退を表明した。

## 戦績

### 総合格闘技
| 総合格闘技 戦績 | 総合格闘技 戦績 | 総合格闘技 戦績 | 総合格闘技 戦績 | 総合格闘技 戦績 | 総合格闘技 戦績 | 総合格闘技 戦績 |
| --------------- | --------------- | --------------- | --------------- | --------------- | --------------- | --------------- |
| 58 試合         | (T)KO           | 一本            | 判定            | その他          | 引き分け        | 無効試合        |
| 36 勝           | 11              | 17              | 8               | 0               | 2               | 0               |
| 20 敗           | 6               | 2               | 12              | 0               | 2               | 0               |

| 勝敗 | 対戦相手                   | 試合結果                                  | 大会名                                                                              | 開催年月日     |
| ×    | ヴァルディール・アラウジョ | 2R 2:45 TKO（ミドルキック→パウンド）      | XMMA 3: Vice City                                                                   | 2021年10月23日 |
| ○    | マイケル・コーラ           | 1R 2:39 腕ひしぎ十字固め                  | Titan FC 71                                                                         | 2021年8月6日   |
| ×    | セザール・フェレイラ       | 5分3R終了 判定1-2                         | UFC Fight Night: Poirier vs. Pettis                                                 | 2017年11月11日 |
| ×    | ビクトー・ベウフォート     | 5分3R終了 判定0-3                         | UFC 212: Aldo vs. Holloway                                                          | 2017年6月3日   |
| ×    | サム・アルビー             | 5分3R終了 判定0-3                         | UFC on FOX 23: Shevchenko vs. Pena                                                  | 2017年1月28日  |
| ○    | タムダン・マクローリー     | 2R 4:44 KO（左ハイキック）                | UFC Fight Night: Lineker vs. Dodson                                                 | 2016年10月1日  |
| ×    | チアゴ・サントス           | 1R 3:39 KO（左フック）                    | UFC 198: Werdum vs. Miocic                                                          | 2016年5月14日  |
| ○    | CB・ダラウェイ             | 2R 0:28 KO（右フック）                    | UFC on FOX 17: dos Anjos vs. Cowboy 2                                               | 2015年12月19日 |
| ×    | ケルヴィン・ガステラム     | 2R終了時 TKO（コーナーストップ）          | UFC 188: Velasquez vs. Werdum                                                       | 2015年6月13日  |
| ×    | ブラッド・タヴァレス       | 5分3R終了 判定0-3                         | UFC 182: Jones vs. Cormier                                                          | 2015年1月3日   |
| ○    | ジェームス・テフナ         | 1R 4:34 腕ひしぎ十字固め                  | UFC Fight Night: Te Huna vs. Marquardt                                              | 2014年6月28日  |
| ×    | ヘクター・ロンバード       | 1R 1:48 KO（左アッパー→パウンド）         | UFC 166: Velasquez vs. dos Santos 3                                                 | 2013年10月19日 |
| ×    | ジェイク・エレンバーガー   | 1R 3:00 KO（右フック→パウンド）           | UFC 158: St-Pierre vs. Diaz                                                         | 2013年3月16日  |
| ×    | タレック・サフィジーヌ     | 5分5R終了 判定0-3                         | Strikeforce: Marquardt vs. Saffiedine 【Strikeforce世界ウェルター級タイトルマッチ】 | 2013年1月12日  |
| ○    | タイロン・ウッドリー       | 4R 1:39 KO（スタンドパンチ連打）          | Strikeforce: Rockhold vs. Kennedy 【Strikeforce世界ウェルター級王座決定戦】         | 2012年7月14日  |
| ○    | ダン・ミラー               | 5分3R終了 判定3-0                         | UFC 128: Shogun vs. Jones                                                           | 2011年3月19日  |
| ×    | 岡見勇信                   | 5分3R終了 判定0-3                         | UFC 122: Marquardt vs. Okami                                                        | 2010年11月13日 |
| ○    | ホジマール・パリャーレス   | 1R 3:28 TKO（パウンド）                   | UFC Fight Night: Marquardt vs. Palhares                                             | 2010年9月15日  |
| ×    | チェール・ソネン           | 5分3R終了 判定0-3                         | UFC 109: Relentless                                                                 | 2010年2月6日   |
| ○    | デミアン・マイア           | 1R 0:21 KO（右ストレート）                | UFC 102: Couture vs. Nogueira                                                       | 2009年8月29日  |
| ○    | ウィウソン・ゴヴェイア     | 3R 3:10 TKO（膝蹴り）                     | UFC 95: Sanchez vs. Stevenson                                                       | 2009年2月21日  |
| ○    | マルティン・カンプマン     | 1R 1:22 TKO（スタンドパンチ連打）         | UFC 88: Breakthrough                                                                | 2008年9月6日   |
| ×    | ターレス・レイチ           | 5分3R終了 判定0-3                         | UFC 85: Bedlam                                                                      | 2008年6月7日   |
| ○    | ジェレミー・ホーン         | 2R 1:37 フロントチョーク                  | UFC 81: Breaking Point                                                              | 2008年2月2日   |
| ×    | アンデウソン・シウバ       | 1R 4:50 TKO（パウンド）                   | UFC 73: Stacked 【UFC世界ミドル級タイトルマッチ】                                   | 2007年7月7日   |
| ○    | ディーン・リスター         | 5分3R終了 判定3-0                         | UFC Fight Night: Evans vs. Salmon                                                   | 2007年1月25日  |
| ○    | クラフトン・ワレス         | 2R 1:14 チョークスリーパー                | Ortiz vs. Shamrock 3: The Final Chapter                                             | 2006年10月10日 |
| ○    | ジョー・ドークセン         | 5分3R終了 判定3-0                         | UFC 58: USA vs. Canada                                                              | 2006年3月4日   |
| ○    | アイヴァン・サラベリー     | 5分3R終了 判定3-0                         | Ultimate Fight Night 1                                                              | 2005年8月6日   |
| ○    | 竹内出                     | 3R 2:19 チョークスリーパー                | PANCRASE 2005 SPIRAL TOUR                                                           | 2005年5月1日   |
| ○    | 三崎和雄                   | 5分3R終了 判定3-0                         | PANCRASE 2004 BRAVE TOUR 【ミドル級キング・オブ・パンクラス決定戦】                 | 2004年11月7日  |
| △    | 石川英司                   | 5分3R終了 判定1-0                         | PANCRASE 2004 BRAVE TOUR                                                            | 2004年6月22日  |
| ×    | ヒカルド・アルメイダ       | 1R 4:53 フロントチョーク                  | PANCRASE 2003 HYBRID TOUR 【ミドル級キング・オブ・パンクラス タイトルマッチ】       | 2003年11月30日 |
| ○    | 久松勇二                   | 5分2R終了 判定3-0                         | PANCRASE 2003 HYBRID TOUR                                                           | 2003年10月4日  |
| ○    | スティーブ・ゴム           | 1R 3:28 ギブアップ（パウンド）            | IFC: Global Domination                                                              | 2003年9月6日   |
| ×    | KEI山宮                    | 5分3R終了 判定0-3                         | PANCRASE 2003 HYBRID TOUR                                                           | 2003年7月27日  |
| ○    | 竹内出                     | 1R 1:29 KO（右アッパー→パウンド）         | PANCRASE 2003 HYBRID TOUR 【ミドル級キング・オブ・パンクラス タイトルマッチ】       | 2003年3月8日   |
| ○    | 國奥麒樹真                 | 3R 4:36 KO（跳び膝蹴り）                  | PANCRASE 2002 SPIRIT TOUR 【ミドル級キング・オブ・パンクラス タイトルマッチ】       | 2002年12月21日 |
| ×    | 竹内出                     | 5分3R終了 判定0-3                         | PANCRASE 2002 SPIRIT TOUR                                                           | 2002年10月29日 |
| ○    | 梁正基                     | 1R 1:37 腕ひしぎ十字固め                  | PANCRASE 2002 SPIRIT TOUR                                                           | 2002年7月28日  |
| ○    | 三崎和雄                   | 1R 0:29 TKO（ドクターストップ：左肘脱臼） | PANCRASE 2002 SPIRIT TOUR                                                           | 2002年3月25日  |
| ×    | 國奥麒樹真                 | 5分3R終了 判定0-2                         | PANCRASE 2001 PROOF TOUR 【ミドル級キング・オブ・パンクラス タイトルマッチ】        | 2001年12月1日  |
| ○    | 星野勇二                   | 3R 2:13 三角絞め                          | PANCRASE 2001 PROOF TOUR 【ミドル級キング・オブ・パンクラス タイトルマッチ】        | 2001年10月30日 |
| ×    | ギル・カスティーリョ       | 5分5R終了 判定0-3                         | IFC Warriors Challenge 14 【IFC世界ウェルター級王座決定戦】                         | 2001年7月18日  |
| ○    | 小島正也                   | 1R 1:45 腕ひしぎ十字固め                  | PANCRASE 2001 PROOF TOUR                                                            | 2001年5月13日  |
| ○    | 佐藤光留                   | 1R 1:53 チョークスリーパー                | PANCRASE 2001 PROOF TOUR                                                            | 2001年3月31日  |
| △    | 國奥麒樹真                 | 20分1R終了 判定0-1                        | PANCRASE 2000 TRANS TOUR 【ミドル級キング・オブ・パンクラス タイトルマッチ】        | 2000年12月4日  |
| ○    | ショーニー・カーター       | 10分+延長3分終了 判定3-0                  | PANCRASE 2000 TRANS TOUR 【ミドル級ランキングトーナメント 決勝】                    | 2000年9月24日  |
| ○    | 國奥麒樹真                 | 10分1R終了 判定3-0                        | PANCRASE 2000 TRANS TOUR 【ミドル級ランキングトーナメント 準決勝】                  | 2000年9月24日  |
| ○    | 高瀬大樹                   | 延長R 1:30 KO（膝蹴り）                   | PANCRASE 2000 TRANS TOUR 【ミドル級ランキングトーナメント 1回戦】                   | 2000年6月26日  |
| ○    | アンソニー・ワシントン     | 1R 3:01 ギブアップ（パンチ連打）          | Ring of Fire 1 【ROFミドル級王座決定戦】                                            | 2000年3月18日  |
| ×    | 須藤元気                   | 1R 13:31 腕ひしぎ十字固め                 | PANCRASE 1999 BREAKTHROUGH TOUR                                                     | 1999年12月18日 |
| ○    | デビッド・ハリス           | 1R 15:01 チョークスリーパー               | Bas Rutten Invitational 4 【決勝】                                                  | 1999年8月14日  |
| ○    | ジョシュ・グローブス       | 1R 1:49 三角絞め                          | Bas Rutten Invitational 4 【準決勝】                                                | 1999年8月14日  |
| ○    | イーブス・エドワーズ       | 1R 3:04 ヒールホールド                    | Bas Rutten Invitational 4 【1回戦】                                                 | 1999年8月14日  |
| ○    | ホセ・ガルシア             | 1R 3:32 チョークスリーパー                | Rumble in the Rockies 【決勝】                                                      | 1999年6月7日   |
| ○    | ジョシュ・メディーナ       | 1R 0:27 肩固め                            | Rumble in the Rockies 【1回戦】                                                     | 1999年6月7日   |
| ○    | マイク・リー               | 2R 2:13 チョークスリーパー                | World Vale Tudo Federation: Durango                                                 | 1999年4月17日  |

### グラップリング
| 勝敗 | 対戦相手                             | 試合結果     | 大会名                         | 開催年月日    |
| ×    | ディーン・リスター                   | アームロック | ADCC 2003 【無差別級 1回戦】   | 2003年5月18日 |
| ×    | ホドリゴ・"コンプリード"・メディロス | -            | ADCC 2003 【88kg未満級 1回戦】 | 2003年5月17日 |

## 獲得タイトル
- Rumble in the Rockies 優勝（1999年）
- Bas Rutten Invitational 4 優勝（1999年）
- ROFミドル級王座（2000年）
- 初代ミドル級キング・オブ・パンクラス王座（2000年）
- 第3代ミドル級キング・オブ・パンクラス王座（2002年）
- 第5代ミドル級キング・オブ・パンクラス王座（2004年）
- 第2代Strikeforce世界ウェルター級王座（2012年）

## 表彰
- ブラジリアン柔術 黒帯二段
- 柔術 黒帯二段
- 総合格闘技 黒帯二段
- UFC ファイト・オブ・ザ・ナイト（1回）
- UFC ノックアウト・オブ・ザ・ナイト（1回）
- UFC パフォーマンス・オブ・ザ・ナイト（2回）

## 出演
- ウォーリアー（2011年）